# Adolfo Zumelzú
Adolfo Bernabé Zumelzú (Buenos Aires, 5 januari 1902 – 29 maart 1973) was een Argentijns voetballer. Op de Olympische Zomerspelen van 1928 won hij de zilveren medaille met het Argentijns voetbalelftal nadat ze de finale hadden verloren van het Uruguayaans voetbalelftal. Zumelzú was tevens een van de spelers die deel uitmaakten van het eerste Wereldkampioenschap voetbal in 1930. Ook hier kende de finale dezelfde afloop.